# 崇文里 (臺南市東區)
崇文里位在由臺南市東區崇德十五街、崇善路、生產路與崇德路圍成的區域之中，東鄰崇善里與德高里，南臨大智里與東智里，西北則是崇成里。
此區原為崇成里的一部分，民國九十一年（2002年）2月4日才自成一里。